# Campeonato Mundial de Esgrima de 1989
El LII Campeonato Mundial de Esgrima se celebró en Denver (Estados Unidos) entre el 5 y el 15 de julio de 1989 bajo la organización de la Federación Internacional de Esgrima (FIE) y la Asociación Estadounidense de Esgrima.

## Medallistas

### Masculino
| Evento              | Oro                                                                                          | Plata                                                                       | Bronce |
| ------------------- | -------------------------------------------------------------------------------------------- | --------------------------------------------------------------------------- | --- |
| Florete individual  | Alexander Koch RFA                                                                           | Philippe Omnès Francia                                                      | Mauro Numa · Italia                                                                                                |
| Florete por equipos | Alexandr Romankov Serguei Golubitski Ilgar Mamedov Boris Koretski Dmitri Shevchenko URSS     | Thorsten Weidner Mathias Gey Thomas Endres Alexander Koch RFA               | Philippe Conscience Laurent Bel Philippe Omnès Patrice Lhôtellier Francia                                          |
| Espada individual   | Manuel Pereira · España                                                                      | Sandro Cuomo · Italia                                                       | Pavel Kolobkov URSS                                                                                                |
| Espada por equipos  | Sandro Cuomo · Angelo Mazzoni · Stefano Pantano · Sandro Resegotti · Italia                  | Elmar Borrmann Robert Felisiak Stefan Hörger Thomas Gerull Günter Jauch RFA | Wilfredo Loyola Torriente · Nelson Loyola Torriente · Pedro Merencio · Carlos Pedroso · Lázaro Castro Terri · Cuba |
| Sable individual    | Grigori Kiriyenko URSS                                                                       | Jarosław Koniusz · Polonia                                                  | Felix Becker RFA                                                                                                   |
| Sable por equipos   | Grigori Kiriyenko Andrei Alshan Serguei Koriazhkin Serguei Mindirgasov Gueorgui Pogosov URSS | Frank Bleckmann Felix Becker Jürgen Nolte Ulrich Eifler Jörg Kempenich RFA  | Jean-François Lamour Philippe Delrieu Franck Ducheix Pierre Guichot Jean-Philippe Daurelle Francia                 |

### Femenino
| Evento              | Oro                                                                                         | Plata                                                                                         | Bronce                                                                                   |
| ------------------- | ------------------------------------------------------------------------------------------- | --------------------------------------------------------------------------------------------- | ---------------------------------------------------------------------------------------- |
| Florete individual  | Olga Velichko URSS                                                                          | Anja Fichtel RFA                                                                              | Zita-Eva Funkenhauser RFA                                                                |
| Florete por equipos | Anja Fichtel Sabine Bau Susanne Lang Zita-Eva Funkenhauser Annette Dobmeier RFA             | Olga Velichko Tatiana Sadovskaya Olga Voshchakina Yelena Grishina Yelena Glikina URSS         | Francesca Bortolozzi · Diana Bianchedi · Giovanna Trillini · Margherita Zalaffi · Italia |
| Espada individual   | Anja Straub · Suiza                                                                         | Ute Schäper RFA                                                                               | Annalisa Coltorti · Italia                                                               |
| Espada por equipos  | Gyöngyi Szalay · Mariann Horváth · Marina Várkonyi · Diana Eöri · Zsuzsanna Szőcs · Hungría | Annalisa Coltorti · Laura Chiesa · Elisa Uga · Alessandra Anglesio · Saba Amendolara · Italia | Susanne Rompza · Isabelle Pentucci · Anja Straub · Suiza                                 |

## Medallero
| Núm. | País    | Oro | Plata | Bronce | Total |
| ---- | ------- | --- | ----- | ------ | ----- |
| 1    | URSS    | 4   | 1     | 1      | 6     |
| 2    | RFA     | 2   | 5     | 2      | 9     |
| 3    | Italia  | 1   | 2     | 3      | 6     |
| 4    | Suiza   | 1   | 0     | 1      | 2     |
| 5    | España  | 1   | 0     | 0      | 1     |
| 5    | Hungría | 1   | 0     | 0      | 1     |
| 7    | Francia | 0   | 1     | 2      | 3     |
| 8    | Polonia | 0   | 1     | 0      | 1     |
| 9    | Cuba    | 0   | 0     | 1      | 1     |
|      | TOTAL   | 10  | 10    | 10     | 30    |